# Parque José Domingo Gómez Rojas
El Parque José Domingo Gómez Rojas está ubicado en la comuna de Recoleta, frente a la Facultad de Derecho de la Universidad de Chile en la ciudad chilena de Santiago.
En su entorno se encuentran hitos urbanos como la iglesia del antiguo Liceo Alemán, el Parque Forestal, el Río Mapocho y Plaza Baquedano.

## Historia
Este proyecto fue originado por el arquitecto Pedro E. Wieland, jefe de la Oficina del Plan de Santiago, en 1905, y tiene su origen en la propuesta del segundo plan de ordenamiento y transformación de Santiago por iniciativa de Alejandro Bertrand. Posteriormente, el periodista y político Alberto Mackenna Subercaseaux realzó esta proposición cuando formuló "la necesidad de crear vías costaneras del río Mapocho a cuya vera debían mantenerse los parques existentes e incrementarse a todo lo largo del río".
Su nombre original fue Campos de Sport y en los años cuarenta fue renombrado en homenaje al poeta José Domingo Gómez Rojas, quien en 1920 murió tras ser detenido en el movimiento estudiantil en contra del gobierno del presidente Juan Luis Sanfuentes.
En 1960 fue catalogado como Bien Nacional de Uso Público en el Plan Intercomunal de Santiago de aquel año, diseñado por Juan Parrochia.
Desde los años 2000s, una feria artesanal que se instalaba originalmente por 15 días en primavera frente a la Facultad de Derecho de la Universidad de Chile, fue autorizada en forma permanente sobre el parque y actualmente es conocida como Feria Artesanal Bellavista. 
En 2007, la Municipalidad de Recoleta y la Universidad San Sebastián proyectaron un plan de remodelación para el parque que incluiría la construcción de estacionamientos subterráneos y una estatua de trece metros del papa Juan Pablo II. Tras las críticas recibidas, el proyecto fue cancelado. Cinco años más tarde, la misma municipalidad y el Colegio de Arquitectos de Chile convocaron a un concurso público para rediseñarlo nuevamente y el proyecto ganador estuvo a cargo de los arquitectos Rodrigo Aguilar, Malena Kaztman y Miguel Casassus. Sin embargo, no se ejecutó por falta de recursos.
En 2023 fue anunciado que uno de los accesos de la estación Baquedano de la futura línea 7 del Metro de Santiago será en este parque, lo que implicará la construcción de un túnel de conexión de 140 metros que cruzará el río Mapocho, la Costanera Norte y el túnel de la Línea 5 y la remodelación completa del parque.